# William Sidney Smith
Sir William Sidney Smith (Westminster, 21 giugno 1764 – Parigi, 26 maggio 1840) fu un ufficiale inglese della Marina britannica che combatté nella guerra d'indipendenza americana e nelle guerre rivoluzionarie francesi, divenendo ammiraglio.
Napoleone Bonaparte, ricordandolo nelle sue Memorie, ebbe a dire di lui: «Quest'uomo mi ha fatto perdere la mia fortuna».
Proveniente da una famiglia di tradizioni militari, imparentata con William Pitt, I conte di Chatam, era il secondo figlio del capitano di fanteria John Smith.

## Biografia

### Gli inizi
Sidney Smith frequentò la Tonbridge School  fin al 1772. Si arruolò poi nella Marina britannica e combatté nella guerra d'indipendenza americana, entrando in azione nel 1778 contro la fregata statunitense Raleigh.
Per il coraggio dimostrato sotto il comando dell'ammiraglio Rodney nella battaglia di Capo San Vincenzo nel gennaio 1780, William Sidney Smith, il 25 settembre venne nominato tenente del vascello da 74 cannoni di terza classe (Third-Rate), la HMS Alcide e questo nonostante non avesse ancora l'età richiesta di diciannove anni.
Distintosi nelle battaglie di Chesapeake, sotto il comando dell'ammiraglio Thomas Graves, e delle Saintes sotto il comando dell'ammiraglio George Brydges Rodney, gli venne affidato il suo primo comando di una nave, lo sloop Fury, ma gli venne presto affidata una più grande fregata. Tuttavia, in seguito alla pace di Versailles del 1783, fu trasferito a terra con paga dimezzata.
Durante il periodo di pace, Smith decise di viaggiare in Francia e venne subito coinvolto nello spionaggio inglese, come osservatore della costruzione di un nuovo porto a Cherbourg. Con lo stesso compito, egli viaggiò anche in Spagna e Marocco, potenziali nemici della Gran Bretagna.

### Il servizio nella marina di Svezia
Nel 1790 William Sidney chiese l'autorizzazione a militare nella Marina militare svedese, impegnata nella Guerra russo-svedese del 1788/1790. Il re Gustavo III gli affidò il comando di una squadra leggera e l'incarico di suo consulente principale per la marina.
William Sidney condusse le navi al suo comando nello sgombero dalla baia di Vyborg della flotta russa, noto anche come battaglia di Svensksund (finlandese : Ruotsinsalmi, russo: Rochensalm). I russi persero sessantaquattro navi ed ebbero perdite per oltre mille marinai deceduti in battaglia, mentre gli svedesi persero quattro navi e solo pochi uomini. Per questo successo Smith venne nominato dal re di Svezia Cavaliere dell'Ordine svedese della Spada ed egli si fregiò di questo titolo con l'autorizzazione del re d'Inghilterra, Giorgio III.
Vi erano comunque numerosi ufficiali britannici che, essendo stati posti a terra a mezza paga come William Sidney Smith, si arruolarono nella marina russa e sei di loro morirono in combattimento. Il risultato fu che Smith, a causa del suo arruolamento in Svezia, s'inimicò numerosi ufficiali della Marina britannica.

### Il servizio nelle guerre della rivoluzione francese
Nel 1792 il fratello minore di William Sidney, John Spencer Smith, fu impiegato nell'ambasciata britannica presso l'Impero ottomano ad Istanbul e William Sidney ottenne l'autorizzazione a recarsi in Turchia; durante questo viaggio, nel gennaio 1793, scoppiò in Francia la rivoluzione. Smith reclutò alcuni marinai britannici e salpò per raggiungere la flotta Britannica, al commando dell'ammiraglio Lord Samuel Hood, che aveva occupato Tolone, porto principale della Marina militare francese, su invito delle forze realiste francesi.
Al suo arrivo, nel dicembre 1793, le forze rivoluzionarie, fra le quali militava il colonnello di artiglieria Napoleone Bonaparte, avevano già circondato il porto e lo stavano attaccando da terra. Gl'inglesi e i loro alleati non avevano un sufficiente numero di uomini per impostare un'efficace difesa e così il porto venne evacuato. A William Stanley, che in quel momento agiva come volontario, senza aver comando alcuno, fu affidato l'incarico di bruciare il numero maggiore possibile di navi e magazzini francesi, prima che finissero nelle mani dei rivoluzionari. Nonostante i suoi sforzi, privo di sostegno da parte delle forze spagnole inviate ad aiutarlo, rimasero intatte più della metà delle navi francesi, che furono recuperate dalle forze rivoluzionarie. Sebbene William Stanley avesse distrutto più navi francesi di quante ne avesse distrutte l'azione di maggior successo della flotta inglese fino a quel momento, Nelson e Collingwood, fra gli altri, lo biasimarono per non essere riuscito a distruggere l'intera flotta francese.
Al suo rientro a Londra gli venne affidato il commando della nave di quinta classe, l' HMS Diamond e nel 1795 entrò nello squadrone comandato da Sir John Borlase Warren, che annoverava alcuni dei più bravi e coraggiosi capitani, tra i quali Sir Edward Pellew, I visconte di Exmouth. Smith completò il gruppo ed in un'occasione condusse la sua nave quasi dentro il porto di Brest per osservare la flotta francese.
Nel luglio del 1795, il capitano Smith, al comando dello squadrone occidentale di fregate con la sua HMS Diamond, occupò le isole Saint-Marcouf, al largo della costa normanna. Egli sacrificò due navi, la HMS Badger e la HMS Sandfly per fornire materiale e mano d'opera allo scopo di fortificare le isole e porvi una guarnigione provvisoria. Ulteriori opere di difesa furono realizzate dal Regio Genio navale e dalla fanteria di marina britannici, e vi venne installato un distaccamento di artiglieria. Le isole avevano la funzione di base avanzata per bloccare il porto francese di Le Havre, di punto di lancio per le navi di intercettamento costiero ed infine come punto di transito degli émigré francesi, e furono tenute dalla marina britannica per quasi sette anni.
Il 19 aprile 1796 Smith tentò di intercettare una nave francese entrando nel porto di Le Havre, ma la caduta improvvisa del vento al momento in cui egli tentava di guadagnare il mare aperto lo bloccò, consentendo ai francesi la cattura sua, e quella della sua nave con tutto l'equipaggio. Anziché scambiarlo con prigionieri francesi, com'era uso in quei casi, egli venne tradotto al carcere del Tempio a Parigi per essere incriminato per l'incendo delle navi francesi nel porto di Tolone. Per il suo status di allora, quale ufficiale a mezza paga, i francesi non gli riconobbero quello di combattente.
Egli venne trattenuto a Parigi per due anni, nonostante i numerosi sforzi per uno scambio con prigionieri francesi e i frequenti contatti con agenti francesi realisti ed agenti inglesi. Le autorità francesi minacciarono più volte di processarlo come incendiario, ma alle minacce non fecero mai seguito con i relativi fatti. Finalmente, nel 1798, riuscì a fuggire con l'aiuto del realista francese Antoine de Phélippeaux, che finse di tradurlo in altra prigione, mentre invece lo portò a Le Havre, ove riuscì ad imbarcarsi su un peschereccio e venne raccolto il 5 maggio dall'HMS Argo, che stava pattugliando il canale della Manica, e giunse a Londra il giorno 8 maggio.

### Servizio nel Mediterraneo
Dopo la strepitosa vittoria dell'ammiraglio Nelson nella Battaglia del Nilo del 1798, Smith venne inviato nel Mediterraneo come comandante dell'HMS Tigre, un vascello francese da 80 cannoni catturato dagl'inglesi e riallestito come nave da combattimento della Marina britannica. Sebbene gli fosse stato ordinato di porsi sotto il comando del comandante in capo della Marina britannica per le operazioni nel Mediterraneo, Lord John Jervis, non si trattò di un incarico puramente navale. John Jervis gli dava ordini come commodoro, con l'autorizzazione di prendere navi britanniche al suo comando come richiesto nel Levante. Egli condusse anche missioni diplomatiche e militari ad Istanbul, ove il fratello era diventato ora ministro plenipotenziario presso la Sublime porta. La sua missione era quella di rafforzare l'opposizione turca a Napoleone e fornire assistenza ai turchi nel distruggere l'armata francese in Egitto. Questo doppio incarico provocò il risentimento di Nelson, che era ufficiale superiore nel Mediterraneo agli ordini di John Jervis nel Levante. L'antipatia di Nelson nei suoi confronti condizionò negativamente la reputazione di Smith nei circoli marittimi inglesi.

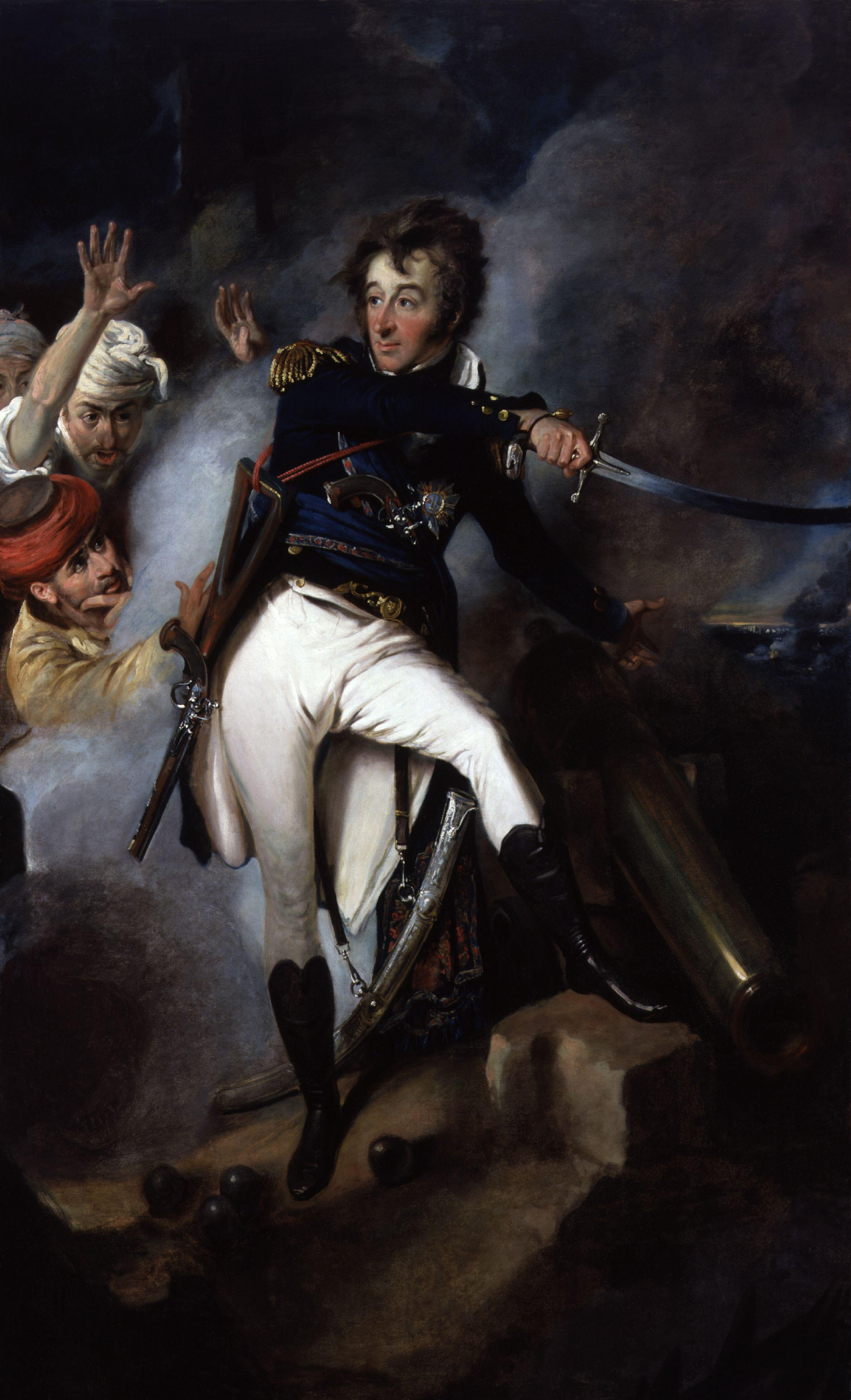
L'Ammiraglio Smith nell'Assedio di San Giovanni d'Acri.

Napoleone, con 13.000 uomini sconfisse le forze ottomane in Egitto, marciò verso nord lungo la costa mediterranea attraverso la provincia di Siria (che comprendeva allora i territori attuali d'Israele, della Palestina, della Siria e del Libano). Egli occupò Gaza e Giaffa e poi si diresse verso Acri.
Insieme a Phélippeaux, Smith salpò per Acri ed aiutò il comandante turco, Jezzar Pasha, a rafforzarne le difese e le antiche mura e gli fornì cannoni con relativi artiglieri inglesi e fanti di marina, presi dalla sua nave. Egli impiegò anche la sua supremazia sul mare per catturare l'artiglieria degli assedianti francesi, inviata dall'Egitto via mare, e per impedire a questi ultimi l'utilizzo della strada costiera da Jaffa, bombardando dal mare le truppe di Napoleone che vi transitavano.
Una volta che l'assedio ebbe inizio verso fine marzo 1799, Smith ancorò le sue navi HMS Theseus e HMS Tigre cosicché le loro bordate potevano contribuire alla difesa della città. Molti assalti francesi furono respinti così come vennero frustrati i tentativi di aprire brecce nelle mura con l'impiego di mine. All'inizio di maggio gli assedianti ricevettero finalmente, via terra, l'artiglieria e riuscirono ad aprire una breccia nelle mura, ma i successivi assalti furono respinti e, grazie alla presenza delle navi di Smith, fu possibile anche fare sbarcare i rinforzi ottomani giunti da Rodi. L'ultimo assalto francese, il 9 maggio, venne anch'esso respinto e poco dopo quest'insuccesso, nel medesimo mese, Napoleone compì una rovinosa ritirata delle sue truppe fino in Egitto. Qui, dopo la vittoria contro gli ottomani sbarcati dalle navi inglesi ad Abukir, in agosto salpò per rientrare in Francia, riuscendo ad eludere il pattugliamento marittimo britannico del Mediterraneo, e lasciando le sue truppe al comando del generale Jean-Baptiste Kléber.
Smith cercò quindi di negoziare la resa ed il rimpatrio delle truppe francesi con il nuovo comandante e riuscì a giungere con questi ad un accordo, la Convenzione di El-Arish. Tuttavia, a causa dell'influenza sui comandi navali inglesi dell'ammiraglio Nelson, secondo il quale le truppe francesi rimaste avrebbero dovuto essere annientate invece che aiutate a rimpatriare, l'accordo di El-Arish venne disconosciuto da lord Keith, che era subentrato nel comando supremo della flotta inglese nel Mediterraneo all'ammiraglio Lord John Jervis.
Gl'inglesi decisero quindi di sbarcare un esercito al comando di sir Ralph Abercromby nella baia di Aboukir, per affrontare quel che rimaneva del corpo di spedizione francese, ora comandato dal generale Menou.
Smith e la sua nave Tigre furono coinvolti nel trasporto delle forze da sbarco e come collegamento con i turchi, ma la perdita delle credenziali diplomatiche e del titolo di Commodoro nel Mediterraneo orientale, ne causarono l'impopolarità. Lo sbarco delle truppe di Abercromby fu un successo e i francesi di Menou vennero sconfitti, mentre Abercromby morì pochi giorni dopo, a causa delle ferite subite in battaglia. Le truppe francesi vennero infine rimpatriate con navi inglesi in termini del tutto simili a quelli ottenuti da Smith con la Convenzione di El-Arish.

### Il servizio nelle acque britanniche
Al suo rientro in patria nel 1801 Smith ricevette onori ed una pensione di 1.000 sterline per i servizi resi, ma la sua fama fu nuovamente oscurata da quella di Nelson, che veniva acclamato per la sua vittoria di Copenaghen. Durante la breve pace di Amiens del 1802, Smith fu eletto membro del Parlamento per la circoscrizione elettorale di Rochester nel Kent (elezioni generali del Regno Unito del 1802).
Vi sono evidenti segni che egli abbia avuto una relazione con la principessa Carolina di Brunswick, la moglie straniera dell'allora Principe di Galles.
Con la ripresa delle ostilità con la Francia nel 1803, Smith venne impiegato nella parte meridionale del Mare del Nord, al largo della costa fra Ostenda e Flessinga, facendo parte delle forze impegnate a prevenire la minacciata invasione dell'Inghilterra da parte di Napoleone.
Smith, che era interessato a nuove tecniche belliche, nel 1804 e nel 1805 lavorò con l'inventore americano Robert Fulton alla realizzazione dei progetti di quest'ultimo riguardanti lo sviluppo di siluri e mine, per distruggere la flotta d'invasione francese, che si stava raccogliendo sulle coste settentrionali di Francia e Belgio. Un tentativo di utilizzare queste nuove armi, insieme ai razzi di William Congreve, nel corso di un attacco a Boulogne, venne frustrato dal cattivo tempo e dalle cannoniere francesi, uscite dal porto per minacciare gli attaccanti. Nonostante questo insuccesso, fu suggerito l'utilizzo di mine e siluri contro la flotta mista ispano-francese a Cadice, ma ciò non fu necessario poiché la flotta nemica venne sconfitta il 21 ottobre 1805 a Trafalgar.

### Ulteriore missione nel Mediterraneo
Nel novembre del 1805 Smith fu promosso al grado di Contrammiraglio e venne inviato nel Mediterraneo sotto il comando dell'ammiraglio Collingwood, che era stato nominato comandante in capo della flotta del Mediterraneo in seguito al decesso di Nelson a Trafalgar. Collingwood inviò Smith ad assistere il re Ferdinando I delle Due Sicilie nel riconquistare la capitale Napoli contro il fratello di Napoleone, Giuseppe Bonaparte, che ne era stato nominato re.
Smith progettò una campagna utilizzando truppe irregolari calabresi insieme ad un corpo di spedizione inglese forte di 5.000 soldati, che avrebbero dovuto marciare su Napoli. Il 4 luglio 1806 questa forza composta sconfisse una grande formazione francese a Maida. Ancora una volta tuttavia l'incapacità di Smith nell'evitare di mancar di rispetto ai suoi superiori gli procurò l'esonero del comando delle forze da sbarco, nonostante il successo che aveva avuto il suo piano. Egli venne sostituito dal generale John Moore.
Smith venne mandato a raggiungere la flotta dell'ammiraglio John Thomas Duckworth nella sua spedizione a Costantinopoli, nel febbraio del 1807. La spedizione avrebbe dovuto prevenire un'alleanza tra Francia e Turchia. Nonostante la sua grande esperienza del mare intorno alla Turchia, la sua conoscenza della corte turca e la personale popolarità che godeva presso gli ottomani, egli venne relegato in un ruolo secondario. Anche quando finalmente l'ammiraglio Duckworth si decise a chiedere il suo consiglio, non gli venne affidato alcun comando. Duckworth, invece di consentire a Smith di condurre le trattative con i turchi, cosa che successivamente venne commentata dallo stesso ambasciatore francese come una notevole opportunità perduta dagli inglesi, si ritirò attraverso i Dardanelli, fatto oggetto di un nutrito fuoco turco, il che, sebbene si fosse trattato di una ritirata sotto il fuoco nemico, venne presentato come un evento eroico. Nell'estate del 1807 Duckworth e Smith vennero richiamati in patria.

### Portogallo e Brasile
Il 29 ottobre 1807 Spagna e Francia firmarono a Fontainebleau un trattato per dividersi il Portogallo. Nel novembre successivo venne affidata a Smith una spedizione a Lisbona per assistere i portoghesi nella resistenza all'attacco delle due potenze o, nel caso di caduta del Portogallo, distruggere la flotta portoghese affinché non cadesse in mano nemica e bloccare il porto di Lisbona. Smith organizzò la fuga della flotta portoghese verso Rio de Janeiro in Brasile, che allora era ancora una colonia portoghese. Egli, contrariamente agli ordini ricevuti, progettò anche un attacco alle colonie spagnole in Sudamerica insieme alla flotta portoghese, ma venne richiamato in patria prima di poter attuare il suo piano. Qui egli ricevette grandi acclamazioni popolari per le sue azioni e venne trattato come un eroe, ma il governo continuò a sospettare di lui e non gli riconobbe alcuna onorificenza ufficiale. Il 31 luglio del 1810 venne promosso Viceammiraglio. Ad ottobre di quell'anno egli sposò Carolina Rumbold, vedova di un diplomatico ed agente dello spionaggio, Sir George Rumbold, con il quale aveva collaborato.
Dopo aver scortato con successo la famiglia reale del Portogallo in Brasile, Smith fu nominato Cavaliere di Gran Croce dell'Ordine portoghese della Torre e della Spada .

### Ancora nel Mediterraneo
Nel luglio del 1812 salpò nuovamente per il mediterraneo a bordo della sua nuova nave ammiraglia da 74 cannoni, Tremendous, come comandante in seconda del viceammiraglio, Sir Edward Pellew. Il suo compito era quello di bloccare il porto di Tolone e per questo egli si trasferì su una nave più potente, il vascello di prima classe da 110 cannoni, la Hibernia. Il blocco fu lungo e noioso, giacché i francesi non mostravano alcuna intenzione di uscire dal porto ed affrontare la flotta inglese. All'inizio del 1814 le truppe alleate entrarono in Parigi, Napoleone abdicò e Smith tornò in Inghilterra.

### La pace e Waterloo
Smith intraprese quindi una campagna anti-schiavista. I Corsari barbareschi avevano operato per secoli avendo le loro basi nei vari porti del Nordafrica. Essi avevano reso schiavi i marinai catturati e compiuto incursioni per catturare persone nelle coste europee, incluse Inghilterra ed Irlanda. Smith partecipò al Congresso di Vienna al fine di perorare azioni militari e raccogliere fondi per una campagna tesa a por fine alla pratica di catturare persone da rendere schiave.
Nel marzo 1815, Napoleone fuggì dall'isola d'Elba, raccolse i veterani delle sue campagne e reinstaurò in Francia il suo impero. Smith volle rientrare in Inghilterra ma riuscì a raggiungere Bruxelles solo in giugno. Guidato dal rombo dei cannoni, egli cavalcò fuori Bruxelles per andare incontro a Wellington, ma lo raggiunse tardi, quando la battaglia di Waterloo era già terminata. Egli si adoperò allora organizzando la raccolta ed il trattamento di molti combattenti feriti di entrambi gli schieramenti. Gli venne anche chiesto di prendere i militari arresisi delle guarnigioni francesi di Arras e di Amiens e di assicurarsi che le armate alleate potessero entrare in Parigi senza combattere e che per il re Luigi XVIII potesse rientrarvi in sicurezza. Per aver reso questi servigi gli venne riconosciuto in patria il titolo di Cavaliere Commendatore dell'Ordine del Bagno
Smith contrasse numerosi debiti a causa delle spese che dovette sostenere durante la sua attività diplomatica, che tuttavia il governo inglese gli rimborsò in misura molto inferiore. Egli mantenne anche un tenore di vita di alto livello e gli sforzi sostenuti per mobilitare l'opinione pubblica contro la tratta degli schiavi gli costarono parecchio denaro. In Inghilterra, a quei tempi, i debitori venivano spesso incarcerati fino a che i loro debiti non fossero stati saldati, cosicché Smith si trasferì con la famiglia a Parigi. Alla fine il governo gli rimborsò le spese che aveva sostenuto ed aumentò la sua pensione, permettendogli di vivere abbastanza agiatamente. Nonostante i suoi tentativi di ottenere ancora il comando in mare, non venne più richiamato dalla Marina.

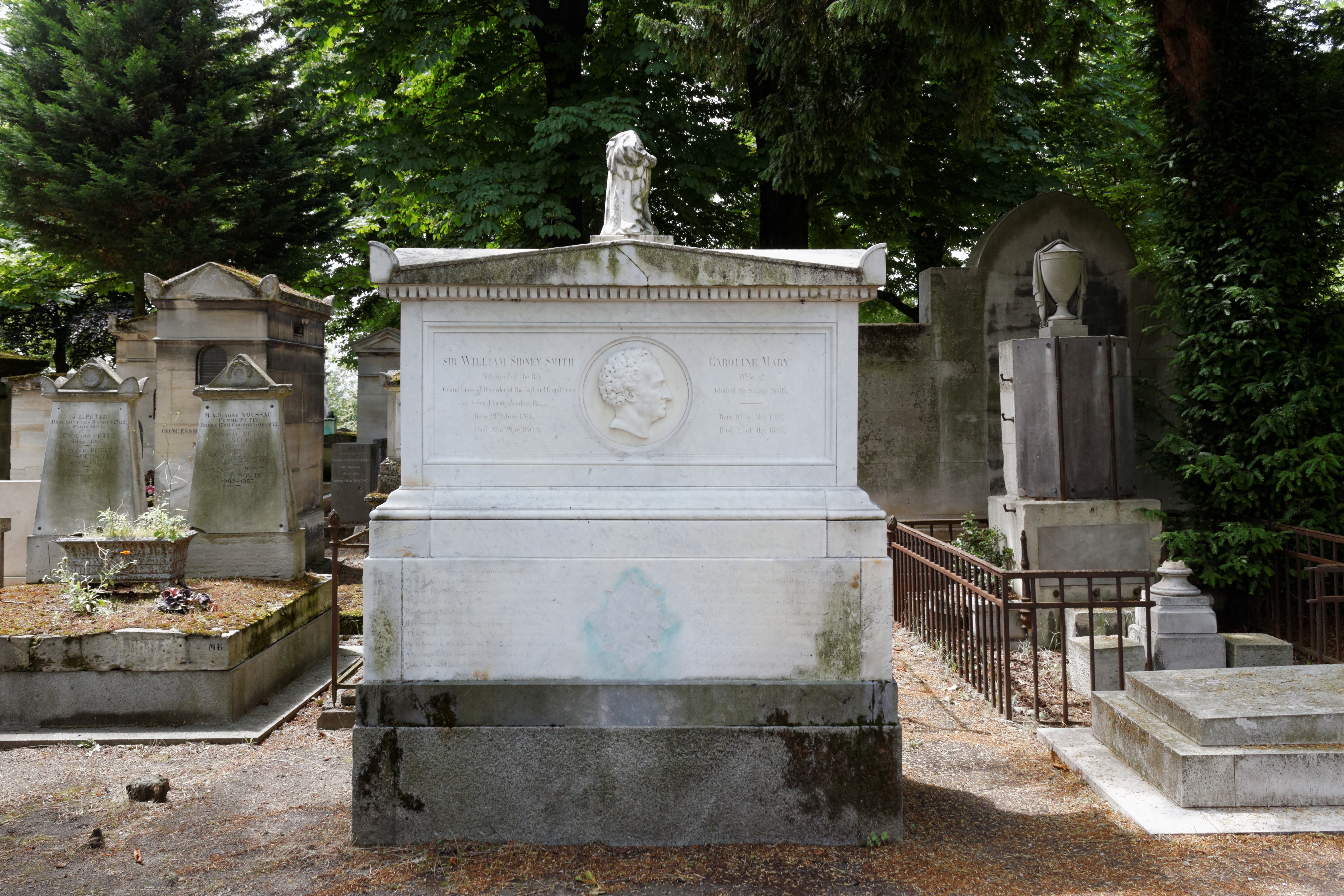
Tomba di Sir Sidney Smith e della moglie Carolina nel cimitero di Père-Lachaise a Parigi

Morì all'età di 75 anni per un infarto e fu sepolto a Parigi nel cimitero di Père-Lachaise, dove venne inumata, nella stessa tomba, anche la salma della moglie.

## Riconoscimenti
Il 7 aprile 1801 la cittadina di Sidney, nella Contea di Delaware, Stato di New York, USA, venne così chiamata in suo onore.
Nel 1811 venne nominato membro della Royal Society.